# Графтинг
Графтинг (рос. графтинг, англ. grafting) — у біокаталізі — сполучення первинних біокаталітичних частинок (молекули ферменту, кофактора чи окремої клітини)
у більші тривимірні структури ковалентними зв'язками.